# Klövertjärnen (Edefors socken, Norrbotten)
Klövertjärnen är en sjö i Bodens kommun i Norrbotten och ingår i Luleälvens huvudavrinningsområde.